# Bistum Kottapuram
Das Bistum Kottapuram (lat.: Dioecesis Kottapuramensis) ist eine in Indien gelegene römisch-katholische Diözese mit Sitz in Kottapuram.

## Geschichte
Das Bistum wurde am 3. Juli 1987 durch Papst Johannes Paul II. mit der Apostolischen Konstitution Quo aptius aus Gebietsabtretungen des Erzbistums Verapoly errichtet und diesem als Suffraganbistum unterstellt. Erster Bischof wurde Francis Kallarakal.

## Territorium
Das Bistum umfasst die Distrikte Ernakulam, Malappuram, Palakkad und Thrissur im Bundesstaat Kerala.

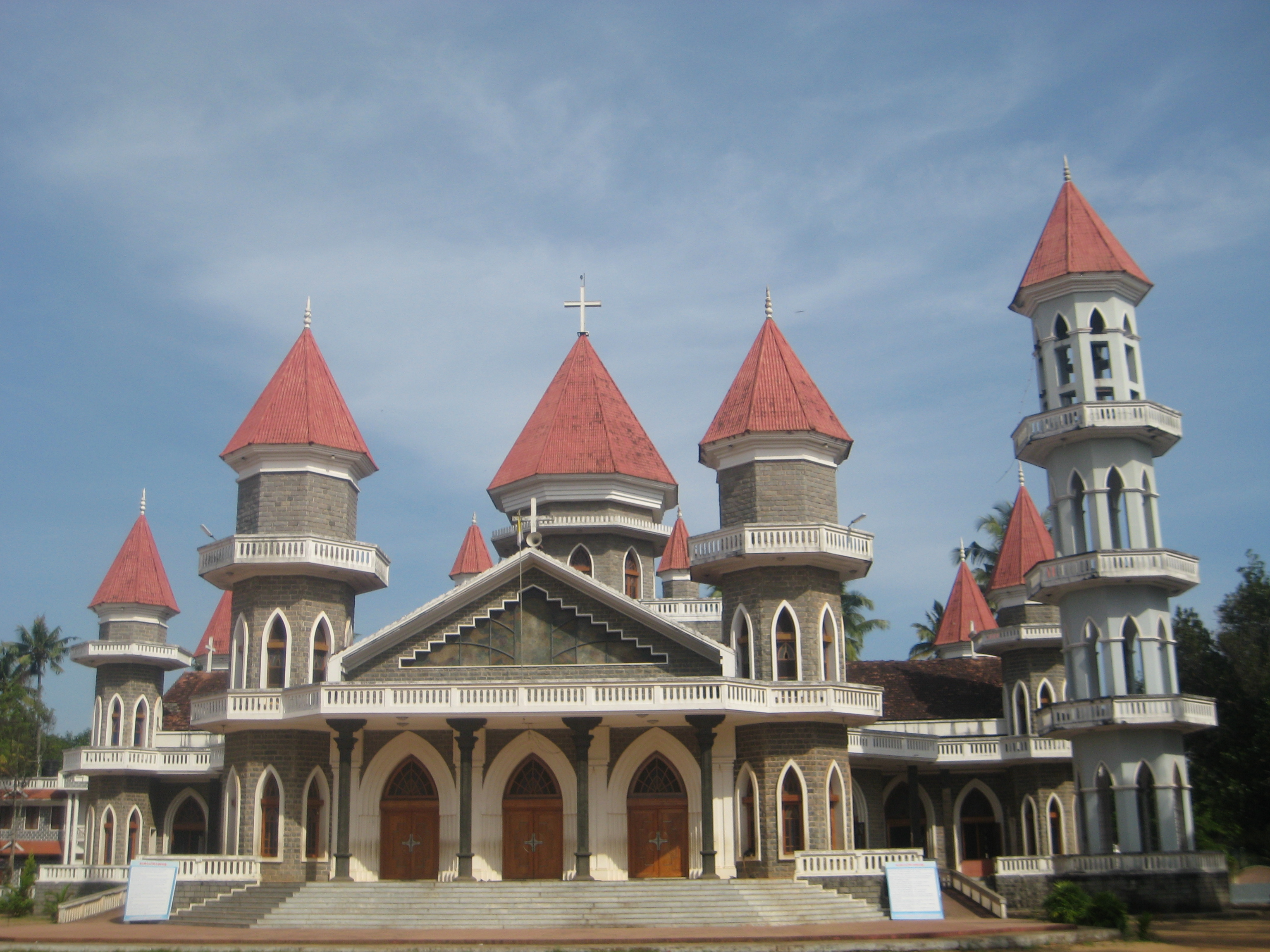
Kathedrale St. Michael in Kottapuram

## Bischöfe von Kottapuram
- Francis Kallarakal, 1987–2010, dann Erzbischof von Verapoly
- Joseph Karikkassery, 2010–2023
- Ambrose Puthenveettil, seit 2023